# Magyaria luzonica
Magyaria luzonica är en kvalsterart som beskrevs av Corpuz-Raros 1991. Magyaria luzonica ingår i släktet Magyaria och familjen Haplozetidae. Inga underarter finns listade i Catalogue of Life.